# Frans Hens

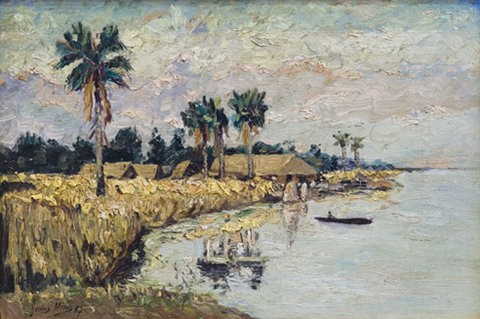
Frans Hens, Île de Mate ou Mateba (?), collection privée

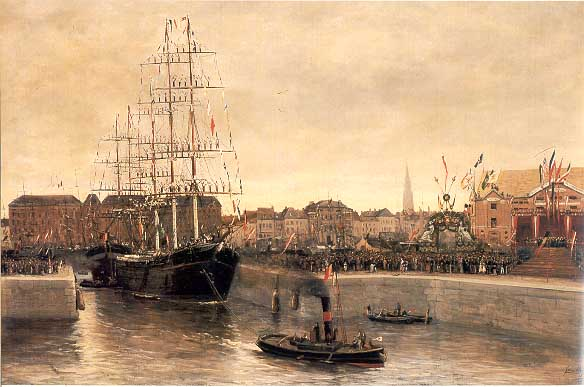
Frans Hens et Eugeen Joors, Inauguration du Verbindingsdok, 1880, Anvers, Musée national de la Marine

Frans Hens, né le 1er août 1856 à Anvers et décédé dans cette même ville le 11 mai 1928, est un peintre post-impressionniste, dessinateur, aquarelliste et graphiste belge néerlandophone, surtout connu comme peintre de l'Escaut, mais aussi comme pionnier de l'art africaniste.

## Biographie
Frans Hens suit une formation en 1872 auprès de Jacob Jacobs à l'Académie royale des beaux-arts d'Anvers. Il effectue un voyage en Amérique en 1873 puis travaille comme acrobate de cirque en Allemagne. De retour à Anvers, il poursuit sa formation académique auprès de Théodore Verstraete. Il tente vainement de participer, en tant qu'artiste, à des expéditions dans l'État indépendant du Congo, comme l'expédition du capitaine Crespel organisée par l'Association internationale africaine. Finalement, Hens y effectuera deux voyages à ses frais. Le premier, en 1886, le mènera jusqu'au nord d'Isangila (actuellement Sangila), dans la région des cataractes et en ramènera une collection de poissons inconnus des ichtyologues. Son deuxième voyage, de 1887 à 1888 le conduira jusqu’à la Station Bangala (actuellement Makanza) sur le Haut-Congo. Outre de nombreux dessins et peintures, il se constitue un herbier qu'il déposera au Jardin botanique de Bruxelles. Frans Hens est ainsi le premier artiste à se rendre dans l'État indépendant du Congo. Il exposera ses travaux en 1889 et 1890 à Bruxelles et à Anvers.
Frans Hens était membre des cercles artistiques Pour l'Art, De Scalden et Weest U Zelve et fut membre fondateur du groupe anversois Les XIII en 1891 puis du mouvement L'Art Contemporain (Kunst van Heden) en 1905.
Il sera nommé professeur à la fin de sa carrière à l'Institut national supérieur des beaux-arts d'Anvers.
Frans Hens a épousé Jeanne Claire Aerts.
Mort en 1928, il est enterré au Schoonselhof, le « Père-Lachaise » anversois.

## Sujets de prédilection
Outre les sujets africains, Frans Hens peignait principalement le Bas-Escaut, la mer du Nord, les Polders et la Campine.

## Œuvres
Pour l'exposition universelle de 1897 de Bruxelles, en collaboration avec Eugène Broerman, Frans Hens a conçu un projet de panorama du Congo pour la section coloniale, qui se tenait à Tervuren, mais collaborera ensuite au Panorama du Congo d'Alfred Bastien.
En 1898-99, il a illustré des titres pour des sociétés ayant des intérêts au Congo.
Hens signe ses œuvres Frans Hens ou Franz Hens.

### Dans les collections muséales
Ses œuvres sont exposées aux :
- Musées royaux des beaux-arts de Belgique à Bruxelles
- Musée royal des beaux-arts d'Anvers
- Musée royal de l'Afrique centrale
- Musée des beaux-arts de Gand
- Musée d'Arlon

## Expositions
Hens expose dans les différents Salons à partir de 1875. Il expose des peintures du Congo à l'Exposition universelle d'Anvers de 1894.

## Honneurs
En 1906, il est reçu chevalier de l'ordre de Léopold et en 1926, commandeur de l'ordre de la Couronne.
Une rue d'Anvers, dans le quartier de Kiel, porte son nom.